# Personaggi de Le tre rose di Eva

Aurora Taviani, protagonista e snodo delle vicende.

Questa voce contiene un elenco dei personaggi presenti nella serie televisiva Le tre rose di Eva.

## Personaggi principali

### Famiglia Taviani
Famiglia di proprietarie terriere di Villalba ancora prima del 1984.
- Aurora Taviani/Aurora Gori in Monforte (stagioni 1-4), interpretata da Anna Safroncik.
 È la fidanzata di Alessandro Monforte. Viene accusata ingiustamente dell’omicidio del padre di lui, Luca Monforte, e finisce in carcere. Otto anni dopo esce e fa ritorno nel suo paese, Villaba, tornando a Primaluce, casolare dove ritrova le sue due sorelle Marzia e Tessa insieme alla loro nonna Ottavia. Deve affrontare l’odio e il disprezzo della cittadina nei suoi confronti, tra cui Alessandro che cerca in tutti modi di cacciarla ritenendola l’assassina del padre. Nonostante un odio e un distacco iniziale i due iniziano una relazione extraconiugale essendo sposato con Viola, sua ex amica di infanzia, e riescono a scoprire che lei è la vera assassina di Luca Monforte. Insieme riescono a scoprire anche alcuni segreti sulla madre Eva, aiutata anche da Edoardo Monforte, innamorato di lei, ma la donna viene proprio uccisa da lui per sottrargli alcuni documenti. Torna con Alessandro e rimane incinta di Eva. Impazzisce quando la bambina viene rapita da Viola per vendicarsi di loro, e finisce in ospedale dopo che le spara, ma si salva grazie ad Amedeo Torre, anziano medico che fa ritorno a Villalba dopo 30 anni e crede essere il loro padre. Quando l’uomo viene ucciso Aurora è disperata, inoltre il suo rapporto con Alessandro è messo a dura prova dalla famiglia di lui e dall’arrivo di una donna affascinante e ambigua, Veronica, vedova di Amedeo e che inizia una relazione passionale con Alessandro mettendolo contro lei e la sua famiglia. Accetta il ricatto di Edoardo Monforte di sposarlo per riottenere la custodia di Eva. Torna con Alessandro dopo che lui scopre le menzogne di Veronica, insieme si intrufolano nel castello di Pietra Rossa rischiando la vita e scoprono la verità dietro Aurora: è una Gori non è una Taviani, ed è figlia della defunta Rosa e del potente Ruggero Camerana, uomo senza scrupoli e spietato che ha tentato di ucciderla e quindi sorellastra di Viola. Decide di lasciare Alessandro promettendosi di ritrovarsi un giorno. Tre anni dopo si trasferisce con Eva in una casa sul mare lontano Villalba, Alessandro le scrive continuamente lettere che lei non legge. Decide di tornare ma scompare misteriosamente e data per morta. Alessandro e Ruggero non credono sia morta e scoprono che è rinchiusa in una diga riuscendo a salvarla prima che affoghi. Insieme ad Alessandro adotta Davide, un bambino inquietante che insieme all’ ambiguo dottor Maniero la fa diventare pazza fino ad avere contatti col paranormale e visioni inquietati. Viene colpita da un proiettile sparato da Isabella, compagna di Edoardo Monforte, e getta nello sconforto i suoi cari che la danno per defunta. Due anni dopo con sorpresa si risveglia dal coma in cui era rimasta e decide di tornare a Vilalba per riprendersi la sua vita, generando stupore in tutti, tra cui Alessandro che nel frattempo ha iniziato una relazione con Tessa. Si scontra con la sorella e con Alessandro, e si avvicina sempre di più a Fabio Astori, uomo affascinante di cui si innamora. Salva Alessandro da Cristina Rontal, una donna ambigua e spietata che lo teneva rinchiuso perché ossessionata da lui. Decide di sposarsi con Fabio, ma all’altare corre via fuggendo perché ancora innamorata di Alessandro. Insieme si sposano coronando la loro storia d’amore, e perdona Tessa.
- Tessa Taviani (stagioni 1-4), interpretata da Giorgia Würth.
 La mezzana delle sorelle Taviani. Bella e disinibita, lavora come escort e non sopporta la madre Eva, si scontra spesso con le sorelle sopratutto con Aurora. È attratta dal lusso e dal potere quindi seduce Ruggero Camerana, l’uomo più potente di Villalba iniziando una relazione, che si rivela tossica poi Ruggero arriva a violentarla e tenta di ucciderla dopo che lei lo tradisce con Bruno Attali. Nel corso della serie diventa una donna più matura e razionale, instaura diverse relazioni: tra cui Andrea, barista figlio di Cesare Sommariva con cui indaga su una setta occulta, che viene ucciso brutalmente da un assassino col mantello nero. Viene lasciata da Bruno che decide di andarsene con la sua famiglia. Tre anni dopo torna con Ruggero, si sposano, ma il nipote di lui Massimo, è attratto da lei e lo tradisce con il ragazzo. Si scontra con Ruggero diverse volte a causa del suo atteggiamento. Due anni dopo quando

Aurora viene creduta morta inizia una relazione con Alessandro accudendo Eva. Quando Aurora torna si scontra con lei e con Alessandro, ritenendolo colpevole della morte del bambino che portava in grembo. Accoltella Ruggero per vendicarsi del fatto che non le ha rivelato di aver nascosto Aurora per due anni. Si avvicina sempre di più allo spietato Colonnello Astori che scopre essere suo padre, in seguito si allontana da lui dopo aver scoperto quanto sia spregevole e perdona le sue sorelle e Alessandro. Torna con Ruggero dopo che lui acquista una barca col nome Tessa per riconquistarla.
- Marzia Taviani (stagioni 1-4), interpretata da Karin Proia.
 È la maggiore delle sorelle Taviani. Dopo il processo di Aurora abbrevia il cognome e si trasferisce a Firenze per lavoro, ammette i suoi torti e torna sulla tenuta di famiglia per riparare. Si innamora di alcuni uomini nel corso della serie tra cui Matteo Monforte e Antonio Mancini (diventato poi maresciallo). Nella terza stagione inizia una relazione passionale con il dottor Francesco Maniero che si rivela però un uomo ambiguo e senza scrupoli e che tenta di ucciderla ma viene salvata da Alessandro. Nella quarta stagione scopre di essere figlia insieme a Tessa dell’ambizioso colonnello Vittorio Astori, ma mantiene le distanze e cerca di proteggere la sorella.
- Ottavia Taviani (stagioni 1-2), interpretata da Paola Pitagora.
 Madre di Eva e nonna delle sorelle Taviani. Custodisce i segreti del passato legati ai Gori e la setta delle “Tre rose”. È protettiva e si oppone alle indagini di Aurora, timorosa delle conseguenze di rivelazioni troppo intime per la famiglia. Nella seconda stagione minaccia Amedeo Torre di avvicinarsi a Primaluce e alle nipoti e si scontra con Livia, per poi avere un malore improvviso e finire in ospedale. Viene investita mortalmente da Livia per impedirle di rivelare alcune verità scomode del passato.
- Eva Taviani (stagione 1), interpretata da Barbara De Rossi.
 Madre delle sorelle Taviani, amante di Luca Monforte. Scompare poco prima dell’omicidio e si presume morta, ma in realtà si è nascosta in Francia dove ha una nuova identità. Quando torna a Primaluce si scontra con le figlie e le dà un ultimo addio; minaccia Livia Monforte, che aveva tentato di ucciderla in passato. Si incontra di nascosto con Alessandro per dargli dei documenti riguardanti il padre e la sua morte, ma viene uccisa da Edoardo per impossessarsene.

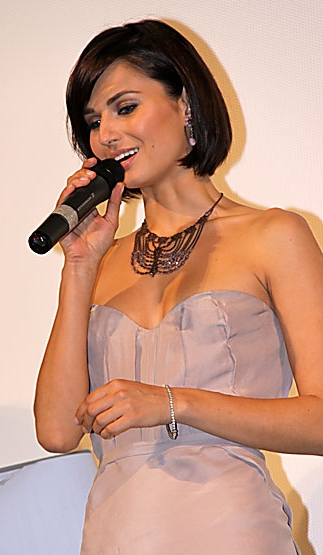
Anna Safroncik interpreta Aurora Taviani
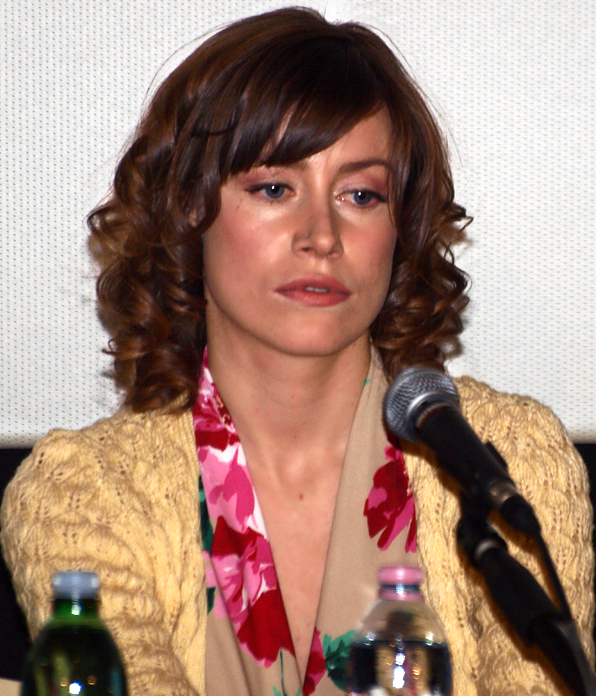
Giorgia Würth interpreta Tessa Taviani
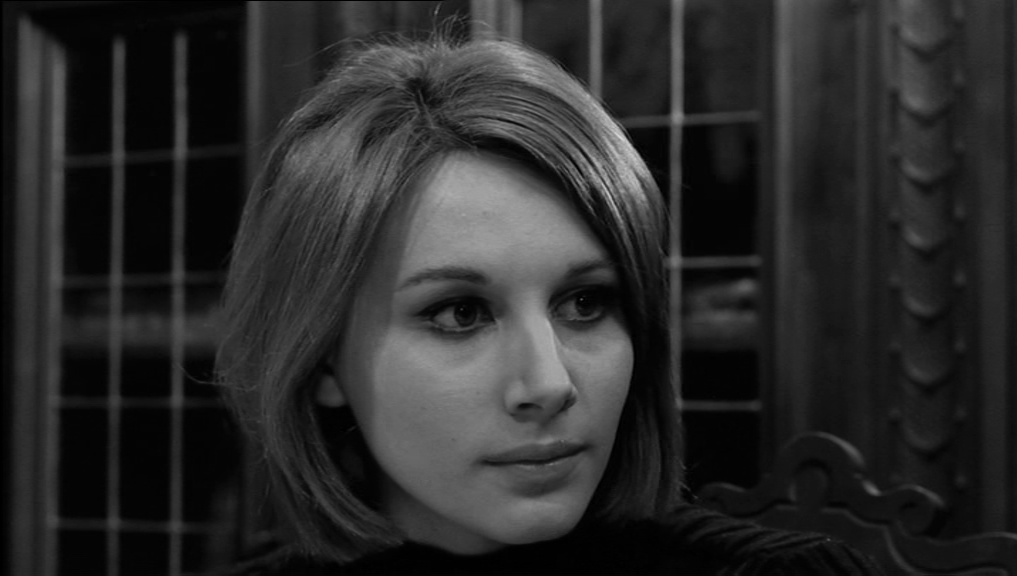
Paola Pitagora interpreta Ottavia Taviani

### Famiglia Monforte
I Monforte, sono proprietari terrieri che nel 1984 acquistano dai Gori le vigne di "Corte Bianchi", "Poggio delle Tane", "San Lorenzo" e "Riva del Bosco" per soli 20 milioni di lire. Prima del 1984 i Monforte erano i mezzadri dei Gori.
- Alessandro Monforte (stagioni 1-4), interpretato da Roberto Farnesi.
 Secondogenito dei Monforte, fidanzato di Aurora. Uomo affascinante e determinato, rimane devastato quando la ragazza viene trovata accanto al corpo del padre e decide di mandarla in carcere ingiustamente. Otto anni dopo è prossimo a sposarsi con Viola Camerana, ma il ritorno di Aurora provoca in lui una forte attrazione nonostante l’odio iniziale. Si ricongiungono e iniziano una relazione extraconiugale nonostante aspetti un figlio da Viola, che gelosa impazzisce tentando di uccidersi. Insieme i due riescono a scoprire la vera assassina del padre, non è Aurora ma sua moglie Viola, che aiutata da Ruggero e il maresciallo Corti ha incastrato la Taviani. Si scontra spesso con la madre e con suo fratello Edoardo, geloso di lui. Ha una bambina con Aurora, Eva, che viene rapita da Viola per vendicarsi dei due. I due riescono a riaverla. Inizia una relazione passionale con Veronica Torre, donna ambigua che lo seduce offrendogli lavoro nelle vigne di Pietrarossa. Si scontra con Aurora e le toglie la custodia su Eva. Quando scopre le menzogne e le bugie raccontate da Veronica la affronta, la lascia e torna con Aurora infiltrandosi nel tunnel di Pietrarossa rischiando la sua vita. Aurora decide di lasciarlo promettendogli di tornare insieme un giorno.
- Edoardo Monforte (stagioni 1-4), interpretato da Luca Capuano.
 Terzo figlio, affetto da disturbo narcisistico. Oscura figura familiare: invidia Alessandro, manipola Aurora ed è responsabile dell’omicidio di Eva. Dopo amnesie, compie reati gravi e tenta la fuga dalle proprie ombre.
- Elena Monforte (stagioni 1-4), interpretata da Licia Nunez.
 Unica figlia femmina dei Monforte, mentalmente instabile e soggiogata dalla madre Livia. Si innamora di Bruno Attali, non ricambiata perché lui è attratto da Tessa e impazzisce di gelosia. Nella seconda stagione esce dalla clinica dov era rinchiusa e si fa del male facendo credere centri qualcosa con la bambina. Lega con Antonio con cui inizia una relazione.
- Matteo Monforte (stagioni 1-3), interpretato da Rocco Giusti.
 Ultimo dei fratelli, pilota militare e distaccato dalla famiglia. Rientra a Villalba e si lega a Marzia, trovando nuova collocazione e crisi di identità.
- Livia Monforte (stagioni 1-3), interpretata da Fiorenza Marchegiani.
 Matrona algida e rigida. Moglie di Luca, con segreti pesanti. Incolpata dell’omicidio di Ottavia, è fuggita e ha causato scontri con Alessandro, mentre il suo segreto con Elena rimane oscuro.
- Riccardo Monforte (guest stagione 1), interpretato da Kaspar Capparoni.
Primogenito e prete, sostenitore dell’innocenza di Aurora anche a costo della rottura con la famiglia. Viene ucciso da Nicola Corti mentre indaga sulle dinamiche che coinvolgono la setta.
- Luca Monforte (guest stagione 1), interpretato da Mario Lucarelli.
Prima di diventare importante proprietario terriero di Villalba era mezzadro dei Gori. Padre dei fratelli Monforte e di Elena, e dunque marito di Livia, aveva una relazione con Eva Taviani. Come la moglie era un membro della setta di Ruggero Camerana. È stato ucciso da Viola Camerana, la figlia di quest'ultimo che l'aveva colpito in testa con l'attizzatoio del camino uccidendolo perché incinta di lui, il quale l'aveva indotta ad abortire. Del suo omicidio è stata accusata ingiustamente Aurora, la figlia di Eva.
- Eva Monforte (stagioni 2-4), interpretata da Giulia Baccini.
La bambina di Aurora e Alessandro. Viene rapita da Viola ma in seguito ridata ai genitori. Quando Aurora viene creduta morta è accudita da Tessa, sua zia.

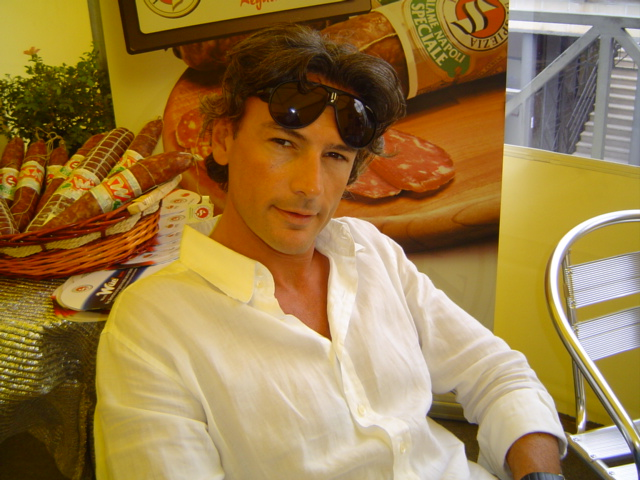
Roberto Farnesi interpreta Alessandro Monforte
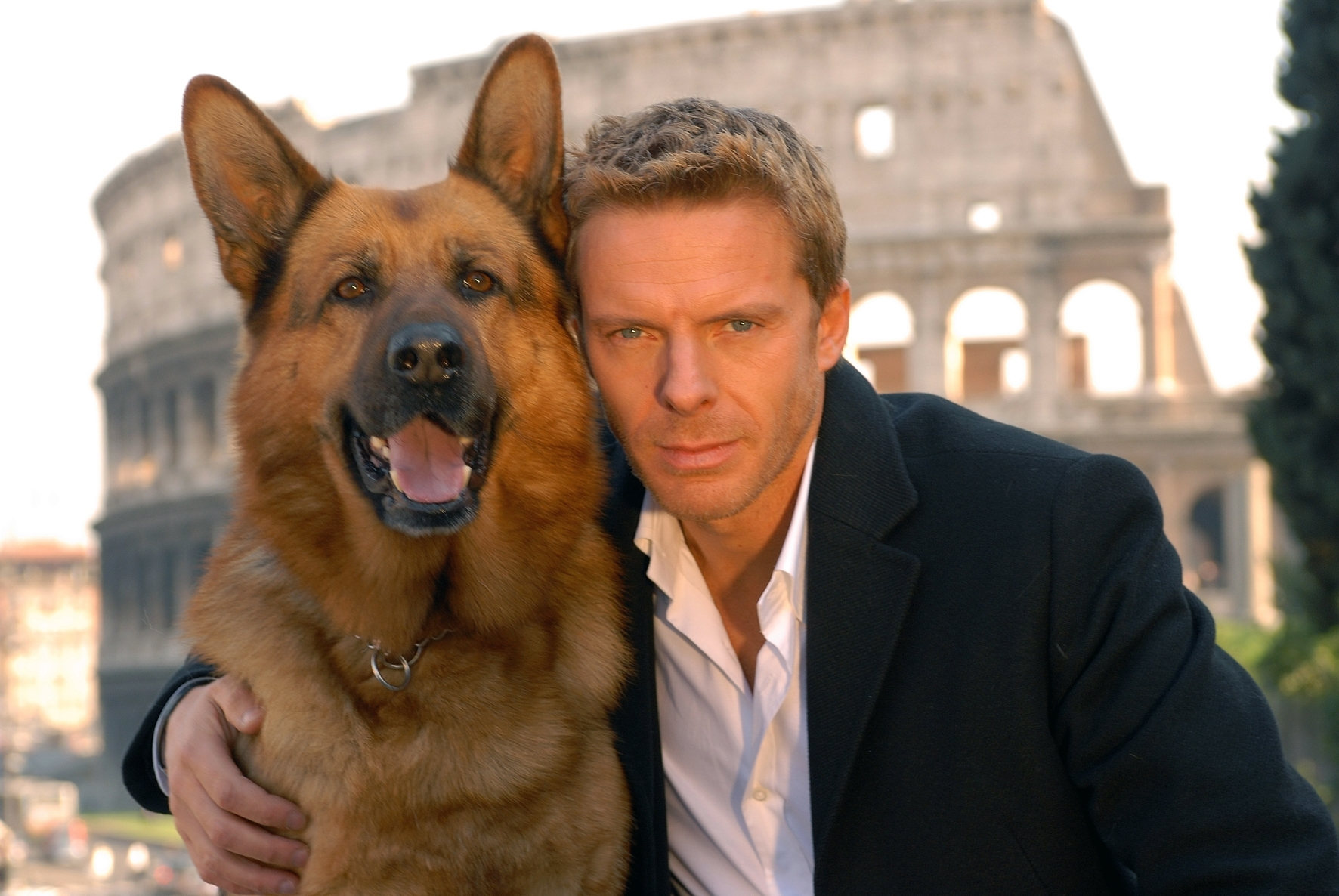
Kaspar Capparoni interpreta Riccardo Monforte
Fiorenza Marchegiani interpreta Livia Monforte

### Famiglia Camerana
Ruggero Camerana iniziò la sua fortuna quando nel 1984 si spartì con i Monforte, con Scilla e Ferentino le vigne dei Gori.
- Ruggero Camerana (stagioni 1-4), interpretato da Luca Ward.
 E’ l’uomo più ricco di Villalba, vero nemico nella scalata dei Monforte. Non approva il matrimonio della figlia con Alessandro, e farà di tutto per proteggere la figlia, anche a costo di azioni spregiudicate.

Nicola Corti (Edoardo
- Viola Camerana (stagioni 1-3), interpretata da Victoria Larchenko.
È la giovane figlia di Ruggero Camerana. Ragazza molto ostinata e rancorosa, prova i sentimenti in maniera morbosa e ossessiva, al punto da non sopportare di venire respinta o rifiutata ed è terrorizzata al pensiero di essere la seconda scelta di qualcuno. Infatti all'inizio è tanto determinata a diventare la moglie di Alessandro anche se è dolorosamente consapevole che il cuore di Alessandro è ancora dominato dal ricordo di Aurora, a sua volta amica d'infanzia. Sposa l'uomo, di cui, dopo le nozze, rimane incinta. Alla fine perde suo figlio/a, e quando Alessandro scopre che è successo per un precedente aborto, capisce che è lei l'assassina del padre Luca. Lo ha ucciso poiché dopo averlo sedotto e convinto ad andare a letto con lei rimase incinta, e l’uomo le chiese di abortire, motivo della sua rabbia. Dopo la perdita del suo bambino rapisce Aurora e la tiene in ostaggio nella casa sul lago di Alessandro, luogo del delitto. I due riescono a fuggire alla sua follia omicida e la fanno arrestare, ma è solo un piano: alla fine, con l'aiuto del padre e di Edoardo, riesce a scappare in Svizzera con una nuova identità, per riscuotere molto denaro che il padre Ruggero aveva accumulato negli anni e in parte rubato agli altri membri della setta di Villalba. Nella seconda stagione ritorna dopo un anno a Villalba assetata di vendetta e decide di rapire la piccola Eva, figlia di Aurora e Alessandro, gettandoli nello sconforto più totale. In seguito i due riescono ad avere la bambina ma spara ad Aurora mandandola in ospedale. Viene nuovamente arrestata ma in seguito è rinchiusa in un ospedale psichiatrico dallo spietato Ferentino, dove viene torturata psicologicamente e fisicamente. Quando riesce a fuggire con l’aiuto del padre, in un ospedale tenta di fuggire con un'auto grazie all’aiuto di Don Lorenzo. Sale in un'auto, che però viene fatta esplodere non appena sale, gettando nella disperazione suo padre Ruggero. Nessuno sa che però è viva ed è tenuta prigioniera nei sotterranei di Pietrarossa da Elisabetta, la madre di Veronica Torre e Don Lorenzo, che vuole vendicarsi di Ruggero e altra gente potente di Villalba. Dopo la disfatta della donna viene liberata dal padre con l’aiuto di Veronica e riportata a casa, dove riceve delle cure. Con rammarico scopre dal padre di essere stata adottata all'età di solo 1 anno, gettandola nella disperazione. Ruggero decide di farla arrestare per tutti i reati commessi, tra cui l’omicidio di Luca, tentato omicidio di Aurora e rapimento della piccola Eva. Resta in carcere solo tre anni, nella terza stagione, esce grazie ad Amina, l'avvocato di Ruggero, che paga la cauzione. È gelosa del rapporto che il padre ha con Aurora, sua figlia biologica e arriva addirittura a sedurlo, venendo respinta. Successivamente instaura una relazione passionale con l'aitante Filippo Sommariva, ma viene mandata in convento dal padre dopo che ha tentato di ucciderlo. Fugge dal convento, causa la crescente potenza della setta del Pentacolo.
- Massimo Camerana (stagione 3), interpretato da Alessandro Tersigni.
È il nipote di Ruggero Camerana, fratello di Lorenzo e assetato di vendetta proprio come lo zio, per questo è il suo nipote prediletto. Ma nonostante ciò è innamorato della donna di Ruggero: Tessa. A fine stagione abbandona Villalba dimenticando per sempre Tessa e lasciandosi tutto alle spalle.
- Lorenzo Camerana (stagione 3), interpretato da Giuseppe Russo.
È il nipote di Ruggero Camerana, fratello di Massimo. È violento, ha smania di potere e intraprende una relazione con l'affascinante Laura Sommariva. Lascia definitivamente Villalba con il fratello alla fine della terza stagione, anche dopo la fine della relazione con la donna, fuggita insieme al loro bambino.

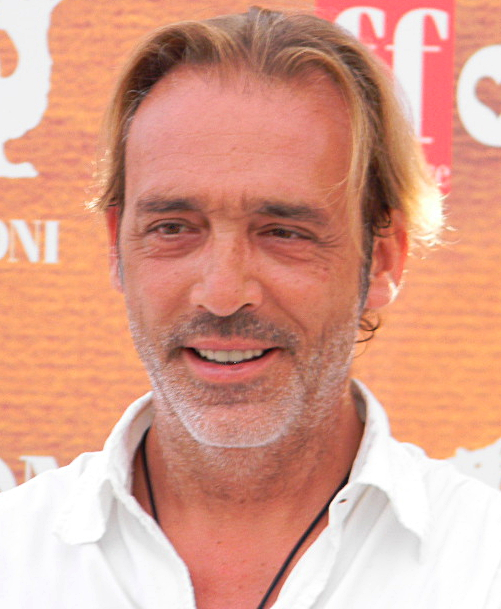
Luca Ward interpreta Ruggero Camerana

### Famiglia Sommariva
Famiglia di piccoli imprenditori agricoli di Villalba.
- Cesare Sommariva (stagioni 1-3), interpretato da Stefano Abbati.
È un imprenditore semplice e buono, marito di Laura ed ex-marito di Sonia, dalla quale ha avuto i figli Filippo e Andrea. Quando capisce di non essere ricambiato dalla moglie che tanto ama, divorzia da lei e se ne va. Nella seconda stagione, cade in rovina a causa dei debiti dell'ex moglie Laura, e inizia a lavorare nelle vigne di Primaluce assieme al figlio Filippo. Assiste di nascosto mentre Edoardo butta nel lago l'auto di Amedeo Torre,  però non può denunciare Edoardo per non mandare in prigione anche il figlio Andrea, complice di Edoardo. Insieme a Filippo e ad Elvira, su richiesta di Alessandro, protegge la piccola Eva dal perfido Ferentino. Agli inizi della terza stagione insieme al figlio Filippo aiuta Alessandro nelle ricerche di Aurora e alla fine della stessa stagione, dopo la messa commemorativa per la giovane Taviani, lascia Villalba con il figlio.
- Laura Lisandri ex Sommariva (stagioni 1-3), interpretata da Elisabetta Pellini.
È stata per qualche tempo amante e compagna di Ruggero Camerana per interesse, ma siccome lui non voleva sposarla le fa conoscere un suo amico benestante, Cesare Sommariva, che in poco tempo si innamora e la sposa, un mese e un giorno prima della morte di Luca Monforte. Otto anni dopo, la donna inizia una relazione clandestina a sfondo sessuale con Edoardo Monforte, di cui s'innamora e rimane incinta, per poi causarsi un aborto volontario. Edoardo arriva a stuprarla in una crisi di rabbia, e per questo lei tenta più volte il suicidio. Diventa molto amica di Tessa e alla fine decide di rimanere a Villalba. Dopo essersi separata da Cesare si ritrova a fare la prostituta per i debiti accumulati. Nella seconda stagione Laura torna a Villalba e viene ospitata dal gentile e disponibile Alfredo Scilla, ex avvocato radiato dall'albo per tutti i crimini e misfatti commessi, ridandogli nuova gioia di vivere, ma nella stessa casa si trasferisce anche Matteo Monforte, figlio di Alfredo e fratellastro di Edoardo, con cui intraprende una passionale ed intensa relazione all'insaputa di Alfredo. Dopo il suicidio di quest'ultimo, che era innamorato di lei, Laura viene lasciata da Matteo e col cuore spezzato torna a Roma dalla madre Lisandra. Tre anni dopo, nella terza stagione, vive in una villetta pagata con i suoi risparmi e intrattiene una relazione con Lorenzo Camerana, nipote di Ruggero, con cui sta inizialmente a scopo sessuale e poi a scopo economico e infine sentimentale, arrivando a vivere a Borgo Camerana. Si scopre che ha un figlio, nato dalla precedente relazione con Matteo, con il quale decide di abbandonare Villalba a fine stagione lasciando Lorenzo.
- Sonia Grossi ex Sommariva (stagione 2), interpretata da Simona Borioni.
L'ex prima moglie di Cesare Sommariva con cui ebbe i suoi due figli Filippo e Andrea. Aiuta Viola a rapire la piccola Eva per una questione economica, perché il maneggio di cavalli del figlio Andrea è in crisi. Dopo aver minacciato Amedeo di svelare i misteri di "Pietrarossa" che lei conosce viene minacciata da Veronica e in seguito affogata da un individuo con il mantello nero. Si scopre essere stata uccisa da Elisabetta, la madre di Veronica Torre e Don Lorenzo, che vuole vendicarsi di un torto avuto in passato. Insieme ad Amedeo ha aiutato Rosa Gori a partorire Aurora e in un ricordo di Veronica si mostra che Sonia era a Pietrarossa e stava portando via due bambini (Veronica stessa e il fratello don Lorenzo) e all'improvviso comparvero molti schizzi di sangue sulle pareti della tenuta.
- Filippo Sommariva (stagioni 2-3), interpretato da Fabrizio Bucci.
È il primo figlio di Cesare e Sonia Grossi, l'ostetrica di Villalba. Aiuta Aurora e Alessandro a cercare la piccola Eva. Scopre che la madre è coinvolta nel rapimento organizzato da Viola. È lui la causa della fine del rapporto tra Marzia e il maresciallo Antonio Mancini. In seguito si lega ad Elvira Torre, la figlia di Amedeo e insieme a lei e a suo padre Cesare protegge la figlia di Aurora e di Alessandro, la piccola Eva, dalla minaccia di Ferentino e di altri potenti. Nella terza stagione insieme al padre Cesare aiuta l'amico Alessandro nelle ricerche di Aurora e a fine stagione partecipa alla messa commemorativa della Taviani. Dopo una relazione con Viola Camerana, aiuta la ragazza a lasciare Villalba e alla fine della stagione decide anche lui di andarsene da Villalba con il padre Cesare.
- Andrea Sommariva (stagione 2), interpretato da Domenico Balsamo.
Il secondogenito di Cesare e Sonia. Gestisce un maneggio di cavalli dove ha come clienti abituali Edoardo, Marzia e anche Elena inizialmente. Si è legato molto a Tessa sia in ambito sentimentale che in quello lavorativo aprendo il "Tessa Bar", ricavando i soldi aiutando Edoardo e Veronica a spingere nel fiume la macchina di Amedeo. Per essersi avvicinato troppo alla verità riguardante la tenuta di Pietrarossa viene sgozzato dall'assassina con il mantello nero, che si rivela essere Elisabetta, la stessa donna che ha ucciso già la madre Sonia.

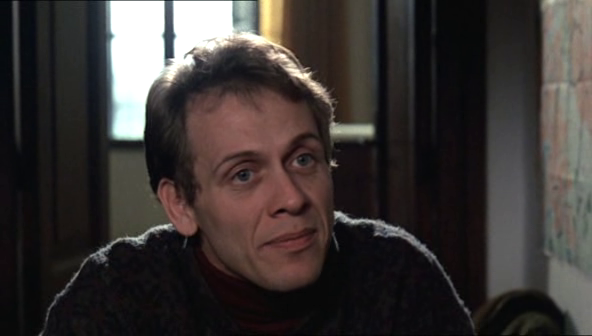
Stefano Abbati interpreta Cesare Sommariva

### Famiglia Attali
Il giovane uomo e capofamiglia Bruno lavora come Agronomo per Ruggero Camerana e poi come aiutante per Ottavia e le sorelle Taviani.
- Bruno Attali (stagioni 1-2), interpretato da Francesco Arca.
Inizia una breve storia con Elena Monforte. Bruno lavora come agronomo per Ruggero Camerana ma non ne condivide le maniere spregiudicate. Ama moltissimo sua figlia Clelia. Bruno è un umile e determinato contadino con la passione per la terra e non è abituato ai compromessi. Così si licenzia per aiutare le Taviani a coltivare la vigna di Primaluce accontentandosi della metà del compenso. Si innamora perdutamente di Tessa ricambiato intraprendendo con lei una passionale e anche complicata realizzazione, ma ben presto questo amore viene messo a dura prova sia da sua figlia che non sopporta Tessa, dalla sua ex-moglie e dal suo improvviso matrimonio con Sofia. Nella seconda stagione decide di lasciare Villalba per il Veneto insieme alla sua famiglia lasciando per sempre Tessa.
- Daniela ex Attali (stagione 1), interpretata da Claudia Pittelli.
Passato amore di Bruno con la quale ha avuto Clelia. Alla fine della prima stagione ricatta Tessa, se lei mollerà Bruno, lascerà in custodia all'uomo la figlia altrimenti se la porterà via, Tessa così facendo viene costretta ad andarsene.
- Sofia Rocchi in Attali (stagioni 1-2), interpretata da Edelfa Chiara Masciotta.
Moglie di Roberto, migliore amico di Matteo. Nella prima stagione rimane vedova poiché solo Matteo volontario tornerà illeso dall'Afghanistan con Roberto morto. Nella seconda stagione invece convola in seconde nozze con Bruno Attali, pronto a ridare a Clelia una famiglia, senza aver mai smesso però di amare Tessa. Infine parte per il Veneto con Bruno e Clelia.
- Clelia Attali (stagioni 1-2), interpretata da Carolina Cetroli.
È la figlia di Bruno Attali. Considera Elena come una sorella maggiore perché questa la aiuta ad andare a cavallo e la porta spesso a scuola, ma non sopporta Tessa. Nella seconda stagione ha una nuova famiglia formata da lei, suo padre e Sofia che è convolata in seconde nozze con Bruno. Partecipa al matrimonio di Alessandro e Aurora. Clelia sembra avere molta stima di Sofia. È lei a dar fuoco al "Tessa Bar", senza distruggerlo, per gelosia su Tessa, quando la vede con suo padre. Clelia parte insieme al padre e a Sofia per il Veneto.

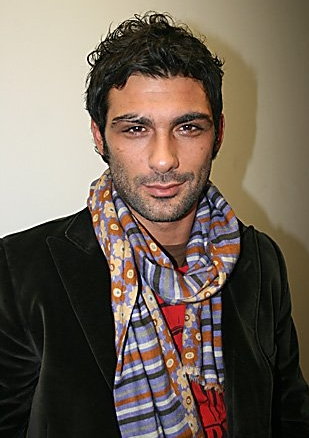
Francesco Arca interpreta Bruno Attali
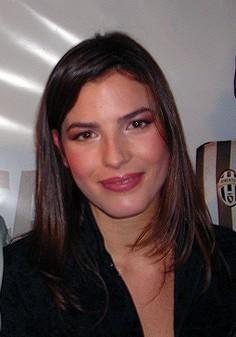
Edelfa Chiara Masciotta interpreta Sofia Rocchi Attali

### Famiglia Torre
- Amedeo Torre (stagione 2), interpretato da Mario Cordova.
Anziano medico, torna a Villalba dopo 30 anni e si stabilisce con la giovane moglie Veronica e sua figlia Elvira nell'inquietante tenuta di Pietrarossa. Sembra avere un comune passato con i Camerana, i Monforte e altri potenti di Villalba oltre a istaurare un rapporto molto intimo e stretto con le sorelle Taviani, tanto da far pensare che lui possa essere il padre delle ragazze. In un flashback si può infatti osservare come anni prima Eva lo aveva cacciato da Primaluce puntandogli contro un fucile e minacciandolo, mentre tempo prima in un filmato era molto vicino sia ad Eva che alle figlie. Anche Ottavia sembra conoscerlo molto bene infatti già dal primo episodio della seconda stagione non gli permette di avvicinarsi a Primaluce e alle sue nipoti. Si scoprirà che con l'aiuto di Sonia Sommariva protesse e salvò Aurora appena nata da Livia e da Elisabetta affidando la sua protezione ad Eva ed Ottavia Taviani. Viene colpito in testa da Elisabetta con un martello nel momento in cui stava scoprendo la verità su Veronica e poi gettato con la sua auto nel lago da Edoardo e con la complicità di Andrea Sommariva.
- Veronica Torre/Amanda (stagioni 2-4), interpretata da Euridice Axen.
Moglie di Amedeo Torre. Donna affascinante e ambigua, si trasferisce con il marito nella tenuta di Pietrossa. Si dimostra una persona interessata ad obbiettivi ben precisi, cerca di sedurre Alessandro con il suo fascino e li offre lavoro nelle vigne di Pietrarossa. Passa sempre molto tempo nella soffitta della casa dove porta da mangiare a una misteriosa presenza. Si scopre essere sua madre, Elisabetta, che vuole vendicarsi di un torto subito in passato. Ha un rapporto molto ambiguo e morboso con Don Lorenzo, il nuovo parroco del paese. Viene lasciata da Alessandro (con cui aveva una relazione passionale), appena scopre tutte le menzogne che le ha raccontato. In seguito è arrestata per aver concorso negli omicidi commessi dalla madre (Sonia Grossi, Andrea Sommariva, Amedeo). Sconta tre anni di carcere, in seguito si appresta a prendere i voti per diventare suora. Viene costretta a da Livia Monforte a nasconderla in un pollaio del convento. Scoperta dalla Madre Superiora, la spinge dalle scale. Si allea con il Vescovo Carini, ambiguo individuo, e diventa componente del Pentacolo, una setta. Diventa l’amante del figlio del Vescovo, Ranieri, e lo aiuta a trovare dei tasselli del quadro di Boccanera, un misterioso pittore. Quando il Vescovo si suicida, scioglie il Pentacolo; viene quasi uccisa da Ranieri e finisce in ospedale. Non viene arrestata poiché il suo nome non era scritto nell’elenco delle donne coinvolte nei rituali e Veronica può ricominciare una nuova vita.
Due anni dopo diventa socia in affari e amante di Edoardo Monforte, aprendo insieme a lui un lussuoso centro termale. Quando l’uomo si sposa con la giovane Fiamma Astori, fa di tutto per eliminarla. Quando finalmente si decide a lasciare Edoardo, viene rapita dalla ambigua Cristina Rontal (poiché in possesso della memory card del cellulare di Ivan Astori) e in seguito uccisa. Muore tra le braccia di Edoardo.
- Elvira Torre (stagione 2), interpretata da Gaia Messerklinger.
La giovane figlia di Amedeo Torre e figliastra di Veronica. È un'ottima violoncellista e studia a Firenze. Non sopporta la presenza della matrigna poiché sospetta della sua malvagità e la reputa responsabile della morte della madre. Alla morte del padre lega con Aurora e insieme cercano di scoprire misteri su Pietrarossa e su Veronica, venendo però scoperte. Inizialmente odia Alessandro e lo reputa l’assassino del padre insieme a Veronica, che pensa essere la sua amante. Lega con Elena Monforte e passano insieme alcuni momenti audaci, in seguito viene sedotta da Edoardo e fanno l’amore. Dopo essere stata aggredita e spinta dalle scale da Bettina a Pietrarossa, spaventata e confusa fugge dalla casa. In seguito lascia Villalba.

### Famiglia Gori
I Gori erano i proprietari di molte terre a Villalba che nel 1984 furono divise tra i ragazzi di Villalba (Luca Monforte, Ruggero Camerana, Alfredo Scilla e Giuseppe Ferentino). La famiglia aveva acquisito prestigio e ricchezze grazie alla professione di orafi che svolgevano sin dal Rinascimento.
- Rosa Gori (stagioni 2-3), interpretata da Sara Mollaioli.
È la madre biologica di Aurora, nata il 7 luglio 1966 ad Arezzo. Da bambina Rosa rischiò di morire nell'incendio della Villa di famiglia ad Arezzo e fu salvata da Christian Moscato, padre di Clarissa, che per quel gesto eroico ottenne una medaglia al valore civile. I suoi genitori Leonardo Guglielmo Gori e Arianna Banfi Gori morirono in un incidente stradale ad Arezzo il 9 ottobre del 1982, provocato dalla setta del Pentacolo capeggiata dal Vescovo Carini, amante di Arianna, che voleva impossessarsi dei loro averi. Dopo la loro morte, i cugini di Leonardo, divenuti tutori di Rosa, la portarono a Villalba presso Pietrarossa, per rispettare l'ultima volontà dei genitori. Arianna e Leonardo speravano che la figlia ritrovasse, grazie ai 5 pezzi del quadro di Giordano Boccanera, il grande e ricchissimo tesoro della famiglia nascosto proprio a Villalba nella Chiesa Parrocchiale, ma la ragazza morì prima di poterlo fare. A Villalba Rosa conobbe e si innamorò, ricambiata, di Ruggero Camerana e rimase incinta di una bimba, Aurora, che avrebbero voluto chiamare Alma. Rosa, la notte subito dopo il parto, fu uccisa da Elisabetta sotto ordine di Livia Monforte.
- Davide Gori (stagione 3), interpretato da Andrea Pittorino.
È un ragazzino misterioso che durante la prigionia di Aurora alla diga le porta da mangiare. Quando Aurora scopre che Davide è un Gori decide di prenderlo in affidamento. L'unico obiettivo di Davide è quello di riabbracciare sua madre che tutti gli fanno credere morta, mentre sta rinchiusa in una clinica psichiatrica, ma il bambino pur di rivedere la madre, in comune accordo con Maniero, fa arrivare Aurora sull'orlo della pazzia, ma dopo un po' di tempo racconta tutte le colpe di Maniero e riesce finalmente a riabbracciare sua madre Lucia.
- Leonardo Guglielmo Gori (guest stagioni 2-3).
Il padre di Rosa Gori, deceduto, con la moglie Arianna in un incidente stradale nei pressi di Arezzo il 9 ottobre 1982. Si è scoperto nel corso della terza stagione che non si trattò di un incidente, ma fu ucciso con la moglie Arianna dalla pericolosa setta del Pentacolo, setta capeggiata dall'ex amante di sua moglie Pietro Carini, che voleva impossessarsi delle ricchezze della sua famiglia. I primi sospetti sulla morte non accidentale dei coniugi Gori si ebbero nel maggio 1983 a seguito delle indagini compiute da Enea Marra e Christian Moscato, a cui lui e Arianna avevano affidato due dei tasselli del quadro di Giordano Boccanera.
- Arianna Banfi in Gori (guest stagioni 2-3).
La madre di Rosa Gori, deceduta con il marito Leonardo in un incidente stradale nei pressi di Arezzo il 9 ottobre 1982. In realtà si scopre nel corso della terza stagione che non si trattò di un incidente, ma fu uccisa con il marito dalla setta del Pentacolo, setta capeggiata dal suo ex amante Pietro Carini, che voleva impossessarsi delle ricchezze della sua famiglia. I primi sospetti sulla morte non accidentale dei coniugi Gori si ebbero nel maggio 1983 a seguito delle indagini compiute da Enea Marra e Christian Moscato, a cui lei e Leonardo avevano affidato due dei tasselli del quadro di Giordano Boccanera.
- Zii e tutori legali di Rosa (stagione 2). I fratelli e i cugini di Leonardo Gori e responsabili di Rosa alla sua morte e a quella di Arianna. Furono uccisi da Ruggero Camerana, Luca Monforte, Alfredo Scilla e Giuseppe Ferentino (I Ragazzi di Villalba) nel maggio del 1984 poiché ingiustamente accusati della morte di Rosa, uccisa invece da Bettina per conto di Livia Monforte la notte dopo che la ragazza aveva partorito Aurora. I loro corpi furono sepolti nel terreno antistante la proprietà di Pietra Rossa e rinvenuti nel corso della seconda stagione da Alessandro Monforte.
- Ranieri Degli Innocenti/Carini-Banfi-Gori (stagione 3) interpretato da David Sebasti.
Critico d'arte per la Fondazione Carini fondata dal vescovo omonimo. È il figlio del vescovo Pietro Carini e di Arianna Gori, nonna di Aurora. Si allea con il padre e Veronica per trovare tutti i tasselli del quadro che conduce al tesoro dei Gori. Ranieri possiede tanti quadri che ritraggono Arianna. La donna non lo ha mai accettato come figlio. Raniero è zio di Aurora e fratellastro materno di Rosa Gori. Dopo aver scoperto dove si trovava il tesoro dei Gori, viene pugnalato da Edoardo Monforte. L'uomo scopre poco prima di morire, ricordandosi dai vari ritratti di Arianna, che la madre indossava sempre un medaglione, trovato all'interno dell'enorme tesoro, che conteneva una sua fotografia e una di Arianna stessa, e che quindi la madre lo ricordava e "lo portava sempre al collo".
- Lucia Manuela Gori (guest stagione 3).
È la madre biologica di Davide, imparentata con Aurora. Lo psichiatra Maniero la fece internare in un manicomio e prova a fare la stessa cosa con Aurora per prendersi l'eredità dei Gori. Suo padre custodiva uno dei tasselli del quadro di Giordano Boccanera che fu rubato dal vescovo Carini dopo averla rinchiusa in manicomio. Viene fatta riabilitare da quest'ultimo, che le fa promettere che il Pentacolo li avrebbe protetti, e ritorna col figlio.
- Ragazza Gori (guest stagione 3). Sua madre si chiamava Arianna, come la nonna di Aurora, e custodiva uno dei tasselli del quadro di Giordano Boccanera. La ragazza è stata uccisa da uno dei scagnozzi del Pentacolo, a sua volta ucciso da Edoardo, per impossessarsi del tassello del dipinto. Il suo cadavere è stato scambiato per quello di Aurora all'inizio della terza stagione. Edoardo nasconde il suo frammento di quadro. nel bosco vicino Villalba.

### Famiglia Astori
Ricca famiglia di proprietari terrieri i cui vigneti si trovano a Borgoriva. 
- Lea Astori (stagione 4), interpretata da Daniela Poggi.
La moglie di Carlo e madre di Ivan, Fiamma e Fabio. È un medico ed è molto legata a Ruggero da un rapporto amichevole e cordiale, infatti l'uomo le salvò la vita in passato. Conosce molto bene Aurora, infatti è stata lei a curarla durante i suoi due anni di coma, dimostrando un sincero affetto per la ragazza. Disprezza molto il cognato Vittorio per la sua avidità e si preoccupa sempre per i propri figli.
- Carlo Astori (stagione 4), interpretato da Corrado Tedeschi.
È il marito della dottoressa Lea Astori, che ama molto e dalla quale ha avuto tre figli: Fabio, Ivan e Fiamma. Detesta suo fratello Vittorio ed è contrario al matrimonio della figlia con Edoardo Monforte.
- Vittorio Astori (stagione 4), interpretato da Riccardo Polizzy Carbonelli.
È uno spietato e astuto Colonnello, fratello di Carlo Astori. Aveva una relazione con Eva Taviani, in seguito si scopre essere il padre biologico di Marzia e Tessa, quest'ultima nata da una violenza inflitta alla madre. È inaffidabile e collabora insieme all’ambiguo presidente Cristina Rontal. Viene ricattato da Veronica che possiede un video compromettente riguardante la morte di Ivan, tuttavia riesce ad eliminarla.
- Fabio Astori (stagione 4), interpretato da Fabio Fulco.
È il primo figlio di Carlo e Lea, molto legato ai suoi fratelli. Imprenditore vinicolo, fa di tutto per togliere le tenute ad Alessandro Monforte, suo acerrimo nemico poiché è fermamente convinto che sia l'assassino del fratello Ivan. Uomo affascinante, determinato e forte, ama i cavalli e vuole a tutti i costi vendicare la morte di Ivan. È attratto fin da subito da Aurora con cui inizia una relazione scontrandosi in più occasioni con Alessandro. Tuttavia pur tenendo molto a lui, Aurora lo abbandona all’altare per amore di Alessandro.
- Ivan Astori (stagione 4), interpretato da Danilo Brugia.
È il secondo figlio della famiglia Astori, marito di Lucrezia. Viene trovato morto all'inizio della quarta stagione e il fratello Fabio è convinto che a ucciderlo sia stato Alessandro. Intorno a lui gira il mistero del crollo della diga. Sposato con Lucrezia, voleva divorziare da lei e intratteneva una relazione clandestina con Elena Monforte. Il suo cellulare, contenente un video della sua aggressione viene nascosto dall'amica Lucia Greco prima di essere uccisa. Tale video contiene la prova schiacciante che incastrerebbe definitivamente Vittorio Astori per tutti i crimini commessi e aveva l'intenzione di farlo avere alle sorelle Taviani affinché fermassero il crudele Vittorio. Il video finisce poi nelle mani di Veronica che ricatta il Colonnello Vittorio Astori e diventa la chiave assoluta per salvare Villalba.
- Fiamma Astori (stagione 4), interpretata da Gloria Radulescu.
Affascinante cavallerizza, è l’unica figlia femmina degli Astori, in contrasto con la madre. Attratta da Edoardo Monforte, venendo riamata a sua volta dall'uomo, lo seduce e in seguito si sposano. Viene mandata fuori strada da Veronica Torre e finisce in ospedale. Scopre di essere rimasta incinta dal marito e gli promette di restare con lui, seppur l’uomo dovrà scontare una pena.
- Lucrezia Farnese (stagione 4), interpretata da Laura Torrisi.
Lucrezia è una donna affascinante e carismatica, vedova di Ivan Astori, uno dei membri della potente famiglia Astori. Lavora come avvocato e consulente legale per l’azienda vinicola di famiglia. In passato, ha avuto una relazione con Fabio Astori, fratello di Ivan, e nonostante la fine del matrimonio, l’attrazione e la passione per Fabio persiste. Dopo la morte misteriosa di Ivan, Lucrezia si unisce alla famiglia Astori nelle indagini per scoprire la verità sull’omicidio. La scoperta del tradimento di Ivan con Elena Monforte durante il loro matrimonio la lascia amareggiata e delusa. Sentendosi respinta da Fabio, poiché innamorato di Aurora di cui è gelosa e desiderosa di vendetta, Lucrezia intraprende una relazione passionale con Vittorio Astori, zio di Ivan e Fabio, noto per la sua ambiguità e spietatezza.

## Altri personaggi
- Alfredo Scilla (stagioni 1-2), interpretato da Alfredo Pea.
Avvocato dei Monforte e migliore amico di Luca Monforte, l’uomo fa parte della setta di Ruggero Camerana. Scopre di essere il padre biologico di Matteo Monforte e a fine stagione viene arrestato e rifiutato dal figlio. Liberato poiché è solo complicità d'omicidio e radiato dall'albo per tutti i reati commessi, va a vivere con il figlio Matteo e ospita Laura, ex moglie di Cesare Sommariva, della quale è profondamente innamorato ma non ricambiato poiché la donna è attratta dal figlio Matteo. Nella seconda stagione continua a far parte della setta di Villalba e quando scopre che Ruggero è vivo teme che possa ucciderlo, poiché lui e Ferentino lo hanno tradito e successivamente vogliono eliminare Aurora, l'ultima erede dei Gori. Dopo che Laura e Matteo cominciano una relazione, all'inizio finge di dare la sua benedizione ai due, ma poi accecato dalla gelosia prepara una trappola per uccidere Laura, ferendo però gravemente Matteo e mandandolo in ospedale. Furioso caccia via di casa Laura e quando Matteo scopre ciò che ha fatto lo rinnega. Devastato dal rimorso e ancora dalla gelosia, per vendicarsi e per punire i due amanti, si suicida nel lago di Villalba davanti al figlio e a Laura.
- Brigadiere Forlai (stagioni 1-2), interpretato da Fabrizio Giannini.
Prima agente scelto, poi dopo la promozione a maresciallo di Mancini, diventa brigadiere.
- Giuseppe Ferentino (stagioni 1-3), interpretato da Gigi Savoia.
Magistrato che fa parte della setta di Ruggero Camerana, negli ultimi tre episodi della prima stagione fa di tutto per prendere il posto di Camerana. Ha molte amicizie in procura, controlla le indagini e teme il Procuratore Uberti. Nella seconda stagione sembra assumere un ruolo più ampio nella setta di Villalba, mostrandosi la voce più autorevole e autoritaria. Dopo che Viola viene arrestata tenta di scoprire quali sono i codici bancari del padre di lei ma fallisce nell'intervento perché Viola non parla. Si spaccia per il sostituto del Procuratore Uberti per seguire e impedire i progressi sulle morti di Villalba. Quando Terenzi viene ucciso da Ruggero, Alfredo si suicida ed Edoardo protegge la piccola Eva intralciando i suoi piani e quelli del giudice Savio, rimane l'unico membro della setta oltre a Ruggero Camerana. Viene arrestato da Antonio Mancini per essersi impossessato di alcune proprietà di Rosa Gori, indebitamente, in quanto Pietrarossa fu acquistata con un falso atto di vendita del 1985, poiché Rosa è morta l'anno precedente. Nonostante la confessione di Ruggero, Aurora decide di non svelare che anche lui ha ucciso gli zii di Rosa. Rimane in carcere solo tre anni, scontata la pena, uscito dal carcere e diventato un barbone, viene ospitato in convento e costretto dal corrotto vescovo Carini ad entrare nella setta del Pentacolo e decide di vendicarsi di Ruggero, oltre a lui unico rimasto in vita dell’ex-società segreta dopo il suicidio di Savio e, per mano di Maniero, l’omicidio di Livia. Riesce a lasciare illeso Villalba alla fine della terza stagione.
- Antonio Mancini (stagioni 1-4), interpretato da Giulio Pampiglioni.
Ex Brigadiere. Assistente del Maresciallo Corti, insospettito dallo stile poco scrupoloso del suo superiore, decide di indagare per proprio conto. Dopo la morte di Corti diviene il nuovo maresciallo. Corteggia Marzia, con cui alla fine si fidanza. Per tutta la serie aiuta Aurora e Alessandro, suoi grandi amici, nelle indagini sugli omicidi avvenuti a Villalba. Dopo un anno torna a Villalba Filippo Sommariva, dal quale Marzia si sente attratta e la donna decide di lasciarlo per stare con lui. In seguito, instaura una relazione sentimentale con Elena non cui continua la sua travagliata relazione anche nella terza e quarta stagione. Fortemente innamorato di Elena, nonostante la loro relazione sia naufragata, non riesce a denunciarla come componente della setta del Pentacolo alla fine della terza stagione. La conseguenza è che avendo tradito l'arma, non si sente più degno di portare la divisa e si dimette fuggendo oltre a non riuscire a perdonare Elena per averlo ingannato. All'inizio della quarta stagione è diventato un muscoloso e barbuto pugile e organizza combattimenti clandestini ai quali partecipa anche Fabio Astori e durante le indagini scopre l'ennesimo tradimento di Elena in quanto apprende che ella era legata sentimentalmente a Ivan Astori. Continua ad aiutare Alessandro a indagare sull'inondazione di Villalba e sull'omicidio di Ivan Astori, riconducendoli allo stesso Ivan e allo zio di lui, Vittorio, che l’ha ucciso. Alla fine, dopo molti litigi, torna insieme ad Elena e trova finalmente la pace con lei.
- Don Lorenzo/Simone (stagione 2), interpretato da Simon Grechi.
Il giovane parroco di Villalba che prende il posto dei defunti Riccardo Monforte e Leonardo Krauss. Il suo vero nome è in realtà Simone. Sembra avere un rapporto molto misterioso e ambiguo con Veronica Torre infatti si scopre essere suo fratello minore e figlio di Elisabetta, la misteriosa e violenta assassina con il mantello nero, con cui sta preparando una vendetta contro Livia Monforte e altra gente potente di Villalba. Più debole e pauroso di indole a differenza della sorella, all'inizio è molto succube alla violenza della madre, ma alla fine decide di ribellarsi. Nel tentativo di fermare la catena di delitti della madre, completamente folle e fuori controllo, si dà fuoco insieme a lei.
- Elisabetta "Bettina" (stagione 2), interpretata da Antonella Fattori.
La madre di Veronica Torre e Don Lorenzo. Oscura presenza terrificante che muove le file nell'ombra per colpa di un passato del quale deve assolutamente vendicarsi. Trent'anni prima gli eventi della serie era la domestica di Pietrarossa e uccise l'innocente Rosa Gori, madre biologica di Aurora e ragazza amata di Ruggero, su ordine di Livia Monforte. Rancorosa e ossessionata dalla sua vendetta e dalla ricchezza, non esita ad essere violenta e aggressiva verbalmente e fisicamente con i suoi stessi figli. Dopo aver assassinato brutalmente Amedeo Torre, Sonia Sommariva e il figlio Andrea, confessa a Ruggero di aver imprigionato sua figlia Viola (ancora viva) e infine di aver ucciso Rosa decenni prima; in seguito muore arsa dalle fiamme nei sotterranei di Pietrarossa insieme al figlio.
- Manuele Giulio Terenzi (stagioni 1-2), interpretato da Bruno De Stephanis.
Un ingegnere che fa parte della setta di Ruggero Camerana. A un certo punto della saga vorrebbe andarsene dalla setta ma viene costretto a restare. Nella seconda stagione lascia a Ferentino un tipo di comando anche se non totale nella setta appoggiando sempre le sue decisioni. Durante lo scambio notturno fra Ferentino e Ruggero, viene ucciso da Ruggero e messo nella propria macchina e ritrovato con orrore da Ferentino, credendolo Ruggero.
- Amina Maggio (stagioni 2-3), interpretata da Samya Abbary (stagione 2) e da Gaia Scodellaro (stagione 3).
È il misterioso avvocato di Ruggero Camerana. Lo aiuta nel risolvere i vari intricati misteri di Pietrarossa. Insieme a Ruggero investiga più a fondo sull'identità di Veronica scoprendo misteri e segreti e rifacendo sorgere a Villalba il nome di una famiglia che non veniva nominata da molti anni e che sia Livia che Ottavia conoscono fin troppo bene: la famiglia Gori. Nella terza stagione continua a lavorare per Ruggero, è attratta da lui ma sa di non essere ricambiata poiché l'uomo ama profondamente Tessa.
- Alberto Savio (stagioni 2-3), interpretato da Nino Castelnuovo.
Giudice corrotto e fondatore della Confraternita Ex Tenebris ad Lucem e delle Tre Rose, Savio comandava i ragazzi di Villalba (Camerana, Monforte, Scilla e Ferentino) e dopo le indagini di Aurora Taviani, ne ordina la morte. Fallito l'omicidio e con la scoperta della strage di Pietra Rossa, il giudice cerca di manomettere il DNA per impedire ad Aurora di dimostrare di essere l'ultima erede della famiglia Gori. L'arresto di Ferentino permette ad Aurora di rivendicare il suo patrimonio ma salva dall'arresto Savio. Nella terza stagione, dopo il rapimento di Aurora, subisce pressioni da Ruggero Camerana e Livia Monforte, i quali lo ritengono responsabile. Ma il giudice non c'entra: anzi, riceve minacce dal misterioso gruppo esoterico del Pentacolo. Nonostante i suoi tentativi di salvarsi, Alberto viene costretto a togliersi la vita per aver fallito nei suoi servigi nei confronti del Pentacolo.
- Lisandra Patrizi (stagione 2), interpretata da Carola Stagnaro.
È la madre di Laura. Ricca Imprenditrice che gestisce i suoi guadagni tramite un lussuoso bordello. La figlia Laura dopo essere stata cacciata da Alfredo Scilla va a vivere da sua madre a Roma. Nel passato sembra essere stata legata in qualche modo a Ruggero Camerana.
- Daniele Rinaldi (stagione 1), interpretato da Davide Paganini.
È un produttore di vini che avrà a che fare con Marzia Taviani.
- Nicola Corti (stagione 1), interpretato da Edoardo Sylos Labini.
Il rappresentante della legalità a Villalba, pagato a peso d'oro per aver nascosto prove decisive sull'omicidio di Luca Monforte. È un membro della setta di Ruggero Camerana e uccide Riccardo Monforte scagliandolo giù dal campanile che doveva essere ristrutturato. Rapisce sua moglie Angela perché vuole rivelare il suo segreto e quando anche lui si convince a dire tutta la verità ad Alessandro viene ucciso da Ivan su ordine di Ruggero.
- Angela Corti (stagione 1), interpretata da Sara D'Amario.
Moglie del maresciallo Nicola Corti a conoscenza di molte verità e degli affari loschi del marito. Fuggita dalla clinica in cui era ricoverata contro la sua volontà, si nasconde in chiesa dopo aver rubato i documenti in possesso di Nicola e li consegna a Don Riccardo che viene però ucciso la stessa notte dal maresciallo Corti. Sequestrata e rinchiusa dal marito, si suicida, ma in punto di morte dice ad Aurora ed Edoardo di aver visto Aurora al ponte di pietra alle 17:00, orario in cui è morto Luca Monforte, prova che Aurora non ha potuto uccidere l'uomo.
- Ivan (stagione 1), interpretato da Ettore D'Alessandro.
Il fedele autista di Ruggero, per il quale ha ucciso Corti e Krauss. È spietato e silenzioso, sembra odiare Tessa, l'amante del suo capo. Mentre si appresta ad assassinare Edoardo Monforte viene ucciso per autodifesa da Matteo.
- Leonardo Krauss (stagione 1), interpretato da Paolo Maria Scalondro.
Ex parroco di Villalba, corrotto. È un uomo dal carattere estremamente tranquillo e occupa una posizione molto alta nelle gerarchie ecclesiastiche. È stato l'amante di Angela Corti. Insieme ad Angela può fornire un alibi ad Aurora, ma non lo fa perché Ruggero Camerana fa molte donazioni all'Arcidiocesi di cui Monsignor Krauss diventa Padre Segretario e Monsignore, con l'ambizione di diventare, un giorno, vescovo. Per raggiungerlo è disposto a tutto, pure a macchiare l'abito talare e compiere azioni illecite. Tutto pur di nascondere il peccato che gli pregiudicherebbe la carriera ecclesiastica. Viene ucciso da Ivan per ordine di Ruggero dopo che ha confermato l'alibi di Aurora.
- Uberti (stagione 1), interpretato Lorenzo Majnoni.
Abile procuratore, viene temuto molto da Ferentino ed è molto esigente. Dopo la morte di Corti si occupa lui dei casi a Villalba. Alla fine della prima stagione nomina Antonio maresciallo e torna nella capitale.
- Roberto Rocchi (stagione 1), interpretato Alessandro Bassetti. Il marito di Sofia e migliore amico e collega di Matteo. Viene ucciso da quest'ultimo in Afghanistan.
- Suor Anna (stagione 2), la madre della bimba nata morta il 4 maggio 1984. Il cadavere della bimba fu sepolto al posto di quello di Aurora nella piccola chiesetta fatta costruire nel 1983 vicino a Pietrarossa dalla Confraternita Ex Tenebris ad Lucem, per proteggere l'ultima erede dei Gori da Livia Monforte. In giovane età Anna faceva si guadagnava da vivere prostituta ma dopo la morte della bimba trovò la fede e si fece suora.
- Amanda (stagione 2), interpretata da Karen Ciaurro.
È la figlia di Elisabetta e sorella di Don Lorenzo/Simone, da bambina.
- Francesco Maniero (stagione 3), interpretato da Tommaso Ragno.
Ambizioso psichiatra che prende in cura Edoardo Monforte per conto del Pentacolo. Spinge Savio a uccidersi e in seguito rapisce Livia Monforte uccidendola e facendo ricadere la colpa su Ruggero. È lui a uccidere Clara, facendo arrivare sul posto Edoardo in modo da incriminarlo. Il suo intento è quello di trovare i tasselli del quadro che conduce al tesoro dei Gori e di togliere ad Aurora il suo patrimonio. A tal proposito si insinua nella vita di Marzia e la soggioga e seduce per avere il controllo di Pietrarossa. Tenendo sotto ricatto Davide, riesce a far credere ad Aurora di essere pazza, manipolandola, ma l'intervento di Alessandro gli impedisce di interdirla. Dopo essere stato scoperto da Marzia, cerca di affogarla ma viene fermato da Alessandro e Edoardo. Durante la fuga muore impiccato da qualcuno in una chiesa abbandonata vicino al simbolo del Pentacolo.
- Clara Lorenzi (stagione 3), interpretata da Giulia Vespoli.
È una ragazza misteriosa che si spaccia per la nipote dell'ex domestica dei Gori, Caterina Lorenzi, con l'intento di drogare Aurora e tenerla rinchiusa con la complicità di un misterioso individuo. Chiama Edoardo, che gli chiede di raccontargli tutta la verità, però Maniero arriva prima di Edoardo e la uccide per impedirle di parlare.
- Franco (stagione 3), interpretato da Beppe Convertini.
È un boss mafioso che ha a che fare con Edoardo Monforte.
- Caterina Lorenzi (stagione 3).
Era la domestica dei Gori ad Arezzo, oggi è in una casa di riposo ed è malata di alzheimer.
- Pietro Carini (stagione 3), interpretato da Franco Castellano.
A capo del Pentacolo, è un vescovo che arriva a Villalba apparentemente per vivere un periodo di riposo, ma ben presto si dimostra una persona interessata a obiettivi ben precisi. Collabora con la comunità ma dimostra disprezzo per Ruggero Camerana, ex-genero della sua ex-amante Arianna Banfi Gori. Riesce a corrompere Veronica facendola diventare sua assistente e insieme a Maniero cerca di far impazzire Aurora. All'apparenza è un uomo calmo, saggio e pacifico, ma nella realtà è un ambizioso, avido e crudele manipolatore ossessionato dalla ricchezza e dal prestigio. Collabora nell'uccisione del giudice Alberto Savio, Clara Lorenzi e Livia Monforte. Alla morte di Aurora accoglie il disperato Ruggero al convento cominciando a usarlo per farsi elargire importanti donazioni. Il suo obiettivo con il figlio illegittimo Ranieri degli Innocenti (la cui madre è Arianna Gori) è quello di trovare il quadro di Boccanera nel cui interno si evince un messaggio misterioso. Ruggero e Alessandro riescono a smascherarlo, e lui per proteggere il figlio e le donne componenti del Pentacolo si suicida buttandosi dalla finestra del suo ufficio. Grazie a esso prende piede l'intera vicenda della serie: senza di lui non sarebbe nata Aurora Gori, figlia di Ruggero Camerana e Rosa Gori, quest'ultima portata a Villalba dai suoi tutori legali dopo l'omicidio dei suoi genitori.
- Enea Marra (stagione 3), interpretato da Simone Colombari.
È un uomo misterioso e dall'animo triste, che vive alla Rupe con Matteo e sua nipote Sara. Sembra voler dimenticare un passato che nasconde in un baule, al cui interno c'è una divisa da Carabiniere con dei documenti relativi al Pentacolo. Dopo un po' di tempo Ranieri degli Innocenti minaccia di ucciderlo in quanto nasconde l'ultimo tassello di quadro che i nonni di Aurora, prima di morire, gli diedero in custodia. Viene ucciso proprio da Ranieri poiché a conoscenza di troppi segreti.
- Isabella Domini (stagione 3), interpretata da Sara Zanier.
È una enigmatica e affascinante skipper che sostiene di essere la fidanzata di Edoardo da circa un anno; infatti proprio lei lo rilascia dall'accusa di aver ucciso Aurora Gori. Lentamente comincia a dare l'impressione di essere in qualche modo implicata nel Pentacolo perché in barca nasconde un disegno di questo simbolo, e troppe coincidenze fanno pensare che stesse con Edoardo solo per incastrarlo. Il giorno del matrimonio di lei ed Edoardo rivela ad Alessandro di aver sparato ad Aurora, uccidendola. A quel punto Edoardo, ricorda ogni cosa dopo l'amnesia dovuta all'incidente d'auto e pur di dare giustizia ad Aurora, l'unica donna che abbia mai amato follemente, la uccide gettandola da un dirupo.
- Madre Badessa (stagione 3) interpretata da Marina Pennafina.
È la madre superiora del convento in cui si trasferisce Veronica dopo la sua detenzione. Non crede che sia realmente pentita per le sue malefatte e dopo averla scoperta mentre nasconde Livia nel pollaio, viene spinta giù dalle scale. Ripresasi dall'infortunio, viene sorprendentemente trasferita dal vescovo, ma dopo il suicidio di quest'ultimo torna al convento allontanando per sempre Veronica.
- Clarissa Moscato (stagione 3), interpretata da Serena Iansiti.
È una donna misteriosa che si sveglia all'improvviso dal coma e giunge a Villalba con lo scopo di scoprire chi sono gli assassini di suo padre, il carabiniere Christian Moscato. Intuitiva e determinata, insieme ad Alessandro, con cui stringe una bella amicizia, indaga sulla setta del Pentacolo, perché la morte di Aurora e la morte di suo padre sono perfettamente collegate. Si fa tatuare sul ventre il tassello del quadro di Boccanera dopo averlo distrutto. Si dimostra molto affettuosa verso la piccola Eva, che rivede in lei una figura materna. Dopo aver scoperto tutta la verità legata alla scomparsa del padre, saluta calorosamente Alessandro e lascia Villalba per rientrare in servizio nell'arma a Roma.
- Christian Moscato (stagione 3) 
 Padre di Clarissa. Carabiniere a cui Arianna e Leonardo Gori avevano affidato uno dei 5 frammenti del quadro di Giordano Boccanera. È stato ucciso dalla setta del Pentacolo per questo motivo. Christian, in servizio ad Arezzo, salvò da un incendio la piccola Rosa Gori (e ottenne per questo una medaglia la valore civile), quindi anche grazie a lui prende piede l'intera vicenda della storia.
- Sara Marra (stagione 3), interpretata da Martina Pinto.
Ragazza dolce e bella che vive alla Rupe con suo zio Enea e ha una relazione con Matteo, nonostante sia consapevole che il cuore del ragazzo sia ancora diviso per Laura Sommariva. Nei due anni che intercorrono tra la terza e la quarta stagione lascia Villaba insieme a Matteo per dimenticare il luogo in cui è morto suo zio Enea.
- Giordano Boccanera (stagione 3)
Pittore che dipinge per i Gori il famoso dipinto e tiene uno dei frammenti, poi sottrattogli dal Vescovo Carini, una volta morto in un ospedale psichiatrico nel 1987. Sue sono anche le stazioni della Via Crucis della Cattedrale di Villalba e numerosi ritratti di Arianna Gori.
- Lucia Greco (stagione 4), interpretata da Antonietta Bello.
È una donna misteriosa che aiuta Aurora e ricordare tutto quello che le è successo nei due anni di coma dal suo tentato omicidio fino al suo risveglio. È presente quando Ivan Astori viene ucciso e per questo motivo è assassinata da Vittorio Astori. Prima di morire lascia una misteriosa scritta insanguinata per Aurora con scritto AMT, le iniziali di Aurora, Marzia e Tessa, come un collegamento.
- Cristina Rontal (stagione 4), interpretata da Anna Favella.
Sensuale e ambigua pianista, abile nell’uso del pugnale e spietata affarista. È a capo di una potente organizzazione d’affari che ha deciso di radere al suolo Villalba e per farlo usa ogni mezzo. La sua azione incombe in maniera sempre più pressante e minacciosa: dapprima sono i suoi emissari ad agire, ma presto sarà lei stessa a scendere direttamente in campo, uccidendo a sangue freddo prima Ivan Astori e poi Veronica Torre per arrivare sempre più vicina all’uomo che è diventato la sua viscerale e morbosa ossessione. Cristina, infatti, è da sempre in maniera folle, patologica e ossessiva invaghita di Alessandro, che era stato l'amante della madre. Alessandro capisce che lei in realtà si chiama Ada, unica figlia di Cristina Del Mare, e diretta responsabile della sua morte poiché gelosa e disposta ad ucciderla pur di averlo per sé. È tormentata da ciò che prova per lui ed è in questo sentimento che va ricercata l’origine del suo personaggio e della sua azione spietata, in un forte legame tra passato e presente. Convinta di essere stata lasciata sola, vuole assolutamente fargli provare quello che ha provato e per vendicarsi di ciò che ritiene essere un grave e imperdonabile tradimento, cerca di colpire l'unico punto debole del Monforte: la sua amatissima e cara Aurora. Grazie ad Aurora e Fabio, Alessandro riesce a salvarsi dalla sua follia, la quale alla fine viene uccisa da Edoardo sia per salvare i tre che per vendicare Veronica.

## Organizzazioni
- La lobby le Tre Rose (stagione 1-2).

È un'organizzazione massonica molto potente nel paese di Villalba capeggiata da Ruggero Camerana e successivamente da Giuseppe Ferentino. Ne facevano parte Luca e Livia Monforte, Alfredo Scilla, Giuseppe Ferentino, Giulio Manuele Terenzi, Alberto Savio e molte altre persone importanti del paese. La loggia nacque nel 1984, dopo il massacro a Pietrarossa, e quando i "Ragazzi di Villalba" si presero le vigne della famiglia Gori. Con la morte di Luca, Terenzi, Scilla, Savio e Livia, la redenzione di Camerana e la ricomparsa dell'ultimo erede dei Gori, Aurora, perde definitivamente il suo prestigio.
- La Confraternita Ex Tenebris ad Lucem (stagione 2).

Era un gruppo religioso composto da 13 membri, l'ultimo dei quali entrò nel gruppo nel novembre 1983. I mantelli furono realizzati presso la sartoria artigianale Anselmi di Villalba e cuciti a mano. Il sarto morì poco dopo aver realizzato l'ultimo mantello nel novembre 1983, investito da un pirata della strada, o forse ucciso dagli stessi membri della setta per evitare che rivelasse la loro vera identità. Oltre al mantello i membri della Confraternita religiosa indossavano anche degli anelli d'oro, che recavano l'abbreviazione "ETAL" gli stessi rinvenuti sui corpi trovati da Alessandro nelle vigne di Pietrarossa. Nel 1983 la Confraternita fece costruire la chiesetta in cui furono sepolti Arianna Banfi e Leonardo Gori e il presunto corpo della bimba morta di Rosa. Della confraternita faceva parte, oltre agli zii di Rosa, anche Amedeo Torre. La Confraternita fu lo strumento attraverso cui gli zii di Rosa, con la scusa di finte donazioni (tra cui i porta ceri della Parrocchiale di Villalba), si stavano a poco a poco, indisturbati, impossessando degli averi di Rosa Gori.
- Il Pentacolo (stagione 3).

Setta esoterica comandata dal vescovo Pietro Carini, ex amante di Arianna Banfi, e il loro figlio Ranieri Degli Innocenti. L'organizzazione minacciava i nonni di Aurora e li uccise il 9 ottobre 1982 inscenando un incidente stradale per impossessarsi dei loro averi. Il vescovo coinvolge nella setta anche Elena Monforte, Giulia Sabbatini, Paola Fornari, Rosalba Giannutri, Alessandra Romeiro, Simona Cettari, Maurizia Corridori, Roberta Patrizi, Marika Bertolazzi, Giovanna Micheli, Giada Benvenuti e Annamaria Lombardi. Del Pentacolo entrano a far parte anche Veronica Torre, Francesco Maniero, Alberto Savio e Giuseppe Ferentino. Prima di morire Leonardo e Arianna nascosero il loro tesoro (gioielli rinascimentali) nella Cripta della Parrocchiale di Villalba e lasciarono a cinque persone (Giordano Boccanera, Manuela Gori, Enea Marra, Cristian Moscato, Arianna Gori) una parte dell'indovinello che avrebbe rivelato il luogo dove era nascosto il tesoro. Questo messaggio era contenuto nei 5 tasselli del quadro dipinto da Giordano Boccanera.
- La Multinazionale (stagione 4).
Una bieca società criminale con a capo Cristina Rontal per cui lavorano Fabio, Vittorio Astori e Pietro Soresi. Questa multinazionale è nata per radere al suolo Villalba per costruire una nuova diga.

## Luoghi

### Residenze familiari
- Primaluce (stagioni 1-4). 
È la piccola tenuta delle Taviani, gestita da Ottavia (nelle prime due stagioni) e dalle nipoti Marzia, Aurora e Tessa. Si affaccia sul lago di Villalba e si chiama così perché i suoi vigneti adiacenti, di proprietà delle Taviani, sono i primi ad essere colpiti dai raggi del sole la mattina. È la dimora più fissa della serie, poiché ci abita prevalentemente la protagonista Aurora. Nella prima e seconda stagione è al centro delle avventure delle giovani sorelle, della produzione di vino con Bruno Attali e dei ricordi di Ottavia sulla figlia Eva e in modo minore su Amedeo Torre. Sempre nella seconda stagione Alessandro ci abita per un po', avendo avuto dall'amata Aurora la figlia Eva. Bettina ci si intrufola per rubare diverse carte importanti e spaventa Tessa e la piccola Eva. Nella terza stagione, dopo la morte di Ottavia e il trasferimento di Aurora ed Eva nella casa al mare, è prevalentemente abitata solo da Marzia e Tessa. Infatti tornata a Villalba Aurora, in quanto è una Gori, si trasferisce a Pietrarossa con Alessandro, Eva e Davide. Dopo la finta morte di Aurora, Primaluce viene chiusa, con Tessa a Borgo Camerana e Marzia a Firenze, ma alla fine della stagione le due, Alessandro ed Eva tornano a vivere lì e decidono di fare un vino in onore di Aurora. Dopo l'esondazione della diga, i quattro si trasferiscono alla Rupe e nella quarta stagione Aurora torna e salva Primaluce dalla brama di potere degli Astori, nonostante sia ormai distrutta a causa dell'allagamento e successivamente di un incendio appiccato, e decide di rimetterla in sesto con il parziale aiuto delle sorelle.

- Tenuta Monforte (stagioni 1-2, ricorrente 3 e guest 4). È la tenuta della famiglia Monforte. Parte dei vigneti adiacenti furono acquistati dopo la morte di Rosa Gori (compiuto da Bettina, per ordine della stessa Livia Monforte) e dei suoi zii e tutori (massacro di Pietrarossa) e i Monforte dunque se ne impossessarono. L'azienda che gestiscono, controllata nelle prime due stagioni a fasi da Alessandro ed Edoardo, dopo la morte del padre Luca quasi un decennio prima, è produttrice di un ottimo vino. Nei primi episodi è inizialmente abitata dai due uomini e dalla sorella Elena ma dopo la morte di Don Riccardo, primogenito della famiglia, ci ritornano anche il fratello minore Matteo e la loro madre, l'irascibile e misteriosa Livia. Successivamente ci va ad abitare per breve tempo anche Viola Camerana, moglie di Alessandro. Nella seconda stagione ci saranno vari litigi in famiglia, tra cui lo sfratto ai danni di Matteo per ordine di Edoardo, e la tenuta sarà però luogo di importanti eventi e accaduti come il battesimo di Eva, il ricevimento del matrimonio di Edoardo ed Aurora e l'arresto di Livia per l'omicidio di Ottavia. Dopo il trasferimento di Alessandro alla Rupe e la partenza di Edoardo da Villalba, Elena rimane l'unica della famiglia Monforte a gestire l'azienda, che tra l'altro poteva essere rovinata dalla stessa cognata Aurora, ultima e legittima erede dei Gori e dei loro terreni tra cui Riva del Bosco, di proprietà dei Monforte da 30 anni. Dopo essere stata brevemente acquistata da Ruggero, che ora ha campo libero a Villalba, grazie al Pentacolo Elena la riottiene. Nella quarta stagione esce ulteriormente di scena poiché acquistata dalla potente e nuova famiglia di Villalba, gli Astori.

- Abitazioni di Ruggero Camerana (stagioni 1-4). In ogni stagione Ruggero Camerana abita in diverse residenze. Nella prima stagione, insieme alla figlia Viola per breve tempo, abita in un'ampia casa, con spa e biblioteca, nel centrocittà. Nella seconda stagione, dopo la sua fuga e il suo arresto, viene scarcerato e l'avvocato Amina gli trova come abitazione una villetta con piscina, perlopiù isolata dal nucleo cittadino. Nella terza stagione, ormai di nuovo potente ma meno spietato dopo il riconoscimento della figlia Aurora, vive in un'enorme villa ("Borgo Camerana") poco fuori Villalba insieme ai nipoti Massimo e Lorenzo, ad Amina, all'ormai scarcerata Viola e successivamente a Laura Patrizi, diventata compagna di Lorenzo. Nella quarta stagione vive in un'altra villetta nel verde, dopo aver speso molti soldi avendo acquistato una villa disabitata per le cure mediche della figlia Aurora, in coma da due anni in seguito allo sparo che l'aveva mortalmente ferita. A fine serie compra una barca, dandole il nome "Tessa" in onore della giovane moglie, e si evince che se ne vada via da Villalba con la donna, con la quale ha recuperato il rapporto coniugale.

- Tenuta Sommariva (stagione 1). È la villetta dotata di piscina nella quale vivono l'imprenditore Cesare Sommariva e la moglie Laura nella prima stagione. Dopo il divorzio tra i due, che diventano poco a poco entrambi disoccupati e indebitati, Cesare abita dapprima in una roulotte e successivamente trova posto al maneggio della sua famiglia, di cui ne rimane solo il primogenito Filippo (in seguito agli assassini dell'ex-moglie Sonia e del secondogenito Andrea, compiuti da Bettina). Laura invece nella seconda stagione va a vivere a casa di Alfredo Scilla, dove vive anche il figlio di quest'ultimo Matteo, e instaura una relazione dapprima con il padre e poi con il figlio. Nella terza stagione, invece, vive a Borgo Camerana con Lorenzo, nipote di Ruggero.

- Tenuta Pietrarossa (stagioni 2-3). Inquietante ed ampio castello, era la residenza della famiglia Gori. Infatti Leonardo ed Arianna Gori, viventi ad Arezzo e assassinati dal Pentacolo, designarono i cugini del primo di portare la loro unicogenita Rosa, che aveva circa 16-17 anni, nella tenuta, forse per farle indovinare l'indovinello del quadro di Giordano Boccanera e per trovare il legittimo tesoro della loro famiglia. I cancelli di Pietrarossa erano spesso chiusi per non far incontrare Rosa e Ruggero Camerana, il suo grande amore di cui era rimasta incinta, e i sotterranei della tenuta erano probabilmente luogo degli incontri della Confraternita Ex Tenebris ad Lucem. Il 4 maggio del 1984 Rosa fu assassinata nel suo letto a Pietrarossa dalla domestica Bettina, per ordine di Livia Monforte, dopo aver partorito la figlia Aurora. La neonata venne infatti salvata e portata via da Amedeo Torre e Sonia Grossi, mentre "I Ragazzi di Villalba" (Camerana, Scilla, Ferentino e Luca Monforte) massacrarono gli zii e tutori di Rosa, credendoli responsabili della morte della ragazza e della bambina che aveva partorito. Durante i seguenti 30 anni fu disabitata, ma Amedeo Torre nella seconda stagione la acquista per volere della giovane moglie Veronica, non sapendo che la madre di quest'ultima, l'ex-domestica Bettina, abita nella soffitta. Infatti la donna lo ucciderà (dopo Sonia Grossi e prima di Andrea Sommariva) e la tenuta sarà prevalentemente abitata da Veronica, sua madre (allo scoperto solo negli ultimi tre episodi) e da Elvira Torre, giovanissima figlia di Amedeo. A fine stagione Aurora scopre che il cadavere della madre biologica è sempre rimasto nella sua camera al pianoterra e non si è decomposto grazie ad un microclima particolare. Nella terza stagione, dopo l’arresto di Veronica e la morte di Bettina, Aurora va a vivere a Pietrarossa, poiché è una Gori, con Alessandro, Eva e Davide. Ma a causa di quest'ultimo, manipolato dal dottor Maniero, crederà di vedere e sentire lo spirito della madre Rosa. In seguito alla finta morte di Aurora, Alessandro chiude i cancelli di Pietrarossa per sempre, credendolo un posto maledetto che l'ha portata via da lui com'era capitato con Rosa.

- La Rupe (stagioni 3-4). È un vecchio rudere abbandonato che Alessandro ristruttura dopo averlo acquistato da Enea Marra, ex-carabiniere di mezza età, e con il quale inizia a coltivare una vigna con il contributo di suo fratello Matteo e di Sara, nipote di Enea. Si scopre che Alessandro ha fatto tutto questo per vivere con Aurora e la piccola Eva in un campo neutrale: né a Primaluce né alla Tenuta Monforte, oramai abitate solo dalle loro sorelle. Durante i seguenti episodi, però, l'uomo si trasferirà con Aurora a Pietrarossa, ma tornerà alla Rupe dopo la finta morte di quest'ultima vivendo con Matteo, Sara, Enea e brevemente Elena, privata da Ruggero della Tenuta Monforte per breve tempo. Nella quarta stagione, dopo la morte di Enea e il trasferimento di Matteo e Sara in America, Alessandro, Tessa, Marzia ed Eva abitano alla Rupe in seguito alla distruzione di Primaluce causata dall'esondazione della diga. Durante il corso della stagione verrà probabilmente venduta da Alessandro alla famiglia Astori.

- Villa Astori (stagione 4). È la villa in cui abita la famiglia Astori (Carlo, Lea, i figli Fabio, Ivan e Fiamma e la nuora Lucrezia, moglie di Ivan). La villa è enorme e dotata di numerose camere, di un soggiorno e di un ampio giardino. Si trova a Borgoriva, dall’altra parte del lago di Villalba, e si affaccia su di esso. Sei mesi dopo l’omicidio del secondogenito Ivan, alla villa si insiedano in breve tempo il colonnello Vittorio Astori, fratello spietato di Carlo, e Tessa, scopertasi sua figlia. Infatti Vittorio ricatta suo fratello con il video che possiede, in cui si vede Carlo uccidere involontariamente Ivan. Anche Aurora spesso ci si trova, avendo legato con Fabio e grazie all’antico rapporto tra Lea e il padre Ruggero. A fine stagione nella villa rimangono ad abitare soltanto Fabio e i suoi genitori, dopo il matrimonio di Fiamma, l’arresto di Vittorio, il ritorno di Tessa con Ruggero e l’uscita di scena di Lucrezia.

- Villa Rontal (stagione 4). È una grande villa situata tra i boschi in cui vive la spietata ed ambigua Cristina Rontal, presidente della multinazionale.

### Luoghi generali
- Chiesa di Villalba (stagioni 1-4). Cattedrale della città, fino agli inizi della prima stagione è retta da don Riccardo Monforte, primogenito della sua famiglia. Dopo il suo assassinio, l'incarico passa a Monsignor Leonardo Krauss, che però verrà ucciso successivamente da Ivan per mano di Ruggero. Nella seconda stagione il ruolo passa a don Lorenzo, figlio di Bettina e fratello minore di Veronica Torre. Il prete però dopo aver partecipato agli omicidi della madre vorrà espliare i suoi peccati appiccandosi fuoco e uccidendosi con lei, nell'ultimo episodio della stagione. Nella terza stagione al centro della comunità cattolica di Villalba appare il Vescovo Carini, uomo saggio e audace a capo della setta segreta del Pentacolo. Dopo il suo suicidio, si vede l'onesto fra Cristoforo presiedere alla messa commemorativa di Aurora; in seguito non si sa chi abbia preso il suo posto.
- Caserma di Villalba (stagioni 1-4). È la caserma dei carabinieri di Villalba, inizialmente al comando del corrotto Maresciallo Nicola Corti e in minor modo del brigadiere Antonio Mancini. Dopo la morte del maresciallo e la scoperta dei suoi reati, il Procuratore Uberti si occupa con Mancini delle indagini sulla morte di Corti e su quelle di don Riccardo, Monsignor Krauss, Angela Corti (moglie del maresciallo) ed Eva Taviani. Dopo la conclusione di alcuni di questi omicidi, tra cui quello di Luca Monforte, il procuratore nomina Mancini maresciallo, il quale mantiene questo ruolo nonostante tutte le difficoltà nella seconda e terza stagione. Nella quarta stagione, dopo le dimissioni a seguito dell'accaduto con Elena, la caserma è retta da un altro Maresciallo.
- Diga di Villalba (stagioni 3-4). È la diga di Villalba in cui Aurora viene tenuta rinchiusa agli inizi della terza stagione. Tra la medesima stagione e quella successiva viene manomessa dagli Astori per esondare tutte le vigne dei rivali (Taviani, Monforte, Camerana ecc.) e acquistarle a basso prezzo.